# Sečovce
Sečovce (mađ. Gálszécs) je grad u Košičkom kraju u istočnoj Slovačkoj. Grad upravno pripada Okrugu Trebišov.

## Zemljopis
Grad se nalazi na nadmorskoj visini od 149 metara, a obuhvaća površinu od 32,658 km².

## Povijest
Grad se prvi puta spominje 1255. godine,  gradu su pripojene i općine Albínov i Kochanovce.

## Gospodarstvo
U gradu djeluju ljekarna i zdravstvena ustanova. Grad ima i knjižnicu, DVD, kino, poštu, benzinsku postaju i banku.

## Stanovništvo
| Godina:     | 1993. | 2003.   | 2013.   | 2023.   |
| ----------- | ----- | ------- | ------- | ------- |
| Broj ljudi: | 7315  | 7882    | 8316    | 8539    |
| Razlika:    |       | +7,75 % | +5,50 % | +2,68 % |

| Godina:     | 2022. | 2023.   |
| ----------- | ----- | ------- |
| Broj ljudi: | 8524  | 8539    |
| Razlika:    |       | +0,17 % |

Po popisu stanovništva iz 2001. godine grad je imao 7819 stanovnika.

### Etnički sastav
- Slovaci - 95,89 %
- Romi - 2,17 %
- Česi -  0,47 %
- Mađari -   0,22 %

## Religija
- rimokatolici - 47,05 %
- grkokatolici - 25,71 %
- ateisti - 18,11 %
- luterani - 1,83 %

## Vanjske poveznice
- Službena stranica grada

### Ostali projekti
|  | Zajednički poslužitelj ima još gradiva o temi Sečovce |